# Synchlora atrapes
Synchlora atrapes är en fjärilsart som beskrevs av Druce 1892. Synchlora atrapes ingår i släktet Synchlora och familjen mätare. Inga underarter finns listade i Catalogue of Life.